# Jeffrey Hatrix
Jeffrey Lewis Hetrick (né le 5 mai 1963) plus connu sous le nom de Jeffrey Nothing au sein du groupe de metal alternatif Mushroomhead, est l'un des chanteurs de ce dernier avec Waylon Reavis.

## Image
Jeffrey Nothing est le membre de Mushroomhead qui a le plus changé au cours des Albums. 
Dans la période du groupe nommée "Old School Years", qui comprend les albums Mushroomhead et Superbuick 
Pour ces shows, il portait une robe de mariée, des gants très longs que l'on retrouve dans les machines de nettoyage au sable, des épaulières de football américain et un masque de Diable ou encore un masque représentant un Bouc.
C'est lui qui initia le masque "X-Face" en Spandex en cousant le fameux symbole du groupe qui est encore sur les masques de nos jours.
Pour la sortie de "XIII", il abandonne le Masque et arbore un maquillage "X-Face" qui change au fil des années.
Ainsi à la sortie de "XIII", il était Noir ou Rouge avec un X-Face Blanc et était vêtu d'un long manteau ressemblant à ceux des officiers de la Wehrmacht avec une ceinture large.
Quand Savior Sorrow est sorti, il portait un maquillage bien plus élaboré. Le X-Face est toujours présent mais il donne cette fois- ci l'illusion que son visage a été écorché, et il portait toujours un long manteau de cuir noir mais avec les manches déchirés.
Il adoptera pour la sortie de l'album Beautiful Stories for Ugly Childrens le look du "boucher" ressemblant à celui du film Massacre à la tronçonneuse.
Le plus souvent, lors des lives et des clips, il porte un Tablier de cuir, un débardeur noir ou blanc ou encore plus récemment une chemise blanche, le tout maculé de sang, la petite nouveauté avec cet album, c'est qu'il décide de re-porter un masque fait à partir d'un moulage du visage de Christopher Lee.